# Sandeep Chaudhary
Sandeep Chaudhary (Khetri, 10 aprile 1996) è un atleta paralimpico indiano specializzato nel lancio del giavellotto e classificato F44.

## Biografia
Inizia a praticare l'atletica leggera nel 2015 e già nel 2016 partecipa ai Giochi paralimpici di Rio de Janeiro, dove si classifica quarto nel lancio del giavellotto F44. Nel 2017 si classifica nuovamente quinto ai campionati mondiali paralimpici di Londra.
Nel 2018 conquista la sua prima medaglia in una manifestazione internazionale: l'oro nel lancio del giavellotto F42-44/61-64 ai Giochi para-asiatici di Giacarta. Nel 2019 conquista invece il titolo di campione del mondo ai mondiali paralimpici di Dubai, facendo registrare, con la misura di 66,18 m, il nuovo record del mondo paralimpico nel lancio del giavellotto F44 (gareggiando con la categoria F64).
Nel 2021 prende parte ai Giochi paralimpici di Tokyo, dove chiude la gara del lancio del giavellotto F64 in quarta posizione.

## Record nazionali
- Lancio del giavellotto F44: 66,18 m  ( Dubai, 8 novembre 2019)

## Palmarès
| Anno | Manifestazione       | Sede           | Evento                              | Risultato | Prestazione | Note |
| ---- | -------------------- | -------------- | ----------------------------------- | --------- | ----------- | ---- |
| 2016 | Giochi paralimpici   | Rio de janeiro | Lancio del giavellotto F44          | 4º        | 54,30 m     |      |
| 2017 | Mondiali paralimpici | Londra         | Lancio del giavellotto F44          | 5º        | 53,04 m     |      |
| 2018 | Giochi para-asiatici | Giacarta       | Lancio del giavellotto F42-44/61-64 | Oro       | 60,01 m     |      |
| 2019 | Mondiali paralimpici | Dubai          | Lancio del giavellotto F64          | Oro       | 66,18 m     | F44  |
| 2021 | Giochi paralimpici   | Tokyo          | Lancio del giavellotto F64          | 4º        | 62,20 m     |      |